# Sinfonia n. 7 (Beethoven)
La Sinfonia n. 7 in La maggiore Op. 92 fu composta da Ludwig van Beethoven fra il 1811 e il 1812. Fu eseguita per la prima volta l'8 dicembre 1813 a Vienna.
Con una nuova concezione del ritmo che domina tutta la composizione e un nuovo, inedito equilibrio formale, la settima si presenta come un'innovazione straordinaria nell'ambito della sinfonia beethoveniana e pone le basi di una vicenda musicale che porterà alla Nona, aprendo di lì in poi la strada a tutto il mondo della sinfonia romantica.

## Storia
La Settima sinfonia, scritta a circa tre anni di distanza dalla Sinfonia n. 6 Pastorale, tra l'autunno del 1811 e il mese di aprile del 1812, non ha una linea di continuità con le precedenti sinfonie che furono composte nell'arco di un periodo che va dal 1801 al 1808. Tra il 1809 e l'inizio della composizione della nuova sinfonia, Beethoven aveva portato a termine il Concerto per pianoforte n. 5 del 1809, le musiche di scena per l'Egmont di Goethe completate intorno al 1810, il Quartetto in Fa minore op. 95, dello stesso anno. I primi abbozzi della sinfonia risalgono però ad alcuni anni prima, infatti sono stati rinvenuti, nei suoi taccuini, alcuni appunti contemporanei a quelli sul Quartetto in Do maggiore op.59 n. 3 che è del 1806.
La scrittura della Sinfonia n. 7 iniziò a Teplitz, una città termale in Boemia dove Beethoven seguiva una cura nel 1811, sperando recuperare ivi il suo udito; contemporaneamente scrisse anche l'Ottava sinfonia che terminò nel mese di ottobre. La prima esecuzione della Settima ebbe luogo l'8 dicembre del 1813 nella sala grande dell'Università di Vienna, insieme alla prima de La vittoria di Wellington, durante una serata di beneficenza per i soldati austriaci e bavaresi feriti nella battaglia di Hanau e rimasti invalidi. Considerando che la manifestazione aveva uno scopo patriottico, il successo trionfale che ottenne certamente non fu del tutto meritato in quanto dovuto soprattutto alla travolgente ed "esagerata" Vittoria di Wellington; nonostante questo è per lo meno confortante considerare che il secondo movimento della sinfonia, l'Allegretto, dovette essere ripetuto su richiesta del pubblico. La Settima sinfonia riscontrò successivamente sempre un buon successo; la partitura fu pubblicata nel novembre 1816 dall'editore Steiner con una dedica al conte Moritz von Fries, uno dei più assidui protettori del musicista; la notorietà della composizione portò in seguito gli editori a pubblicarne sei diverse trascrizioni: per pianoforte solo, pianoforte a quattro mani, due pianoforti, per banda, per quintetto e per trio.
Richard Wagner in L'opera d'arte dell'avvenire così si pronunciò su questa composizione: «La sinfonia è l'apoteosi della danza: è la danza nella sua suprema essenza, la più beata attuazione del movimento del corpo quasi idealmente concentrato nei suoni. Melodia e armonia si mescolano nei passi nervosi del ritmo come veri esseri umani [...] Beethoven nelle sue opere ha portato nella musica il corpo, attuando la fusione tra corpo e mente». Con queste affermazioni Wagner capovolgeva i giudizi drastici espressi sulla Settima dal mondo musicale dell'epoca, da Friedrich Wieck, padre di Clara Schumann, secondo il quale la sinfonia era l'opera di un ubriaco, a Weber che la considerava estrosa fino al limite del lecito, salvo poi ricredersi e dirigerla personalmente a Londra nel 1826.

## Struttura e analisi
La Settima sinfonia dura circa trentasei minuti ed è composta dai canonici quattro movimenti; da notare la mancanza del tradizionale tempo lento, presente nelle precedenti sinfonie, ma che non farà parte nemmeno della successiva Ottava.
1. Poco sostenuto - Vivace
2. Allegretto (La minore)
3. Presto (Fa maggiore). Assai meno presto (Re maggiore)
4. Allegro con brio

### I Movimento: Poco sostenuto - Vivace.

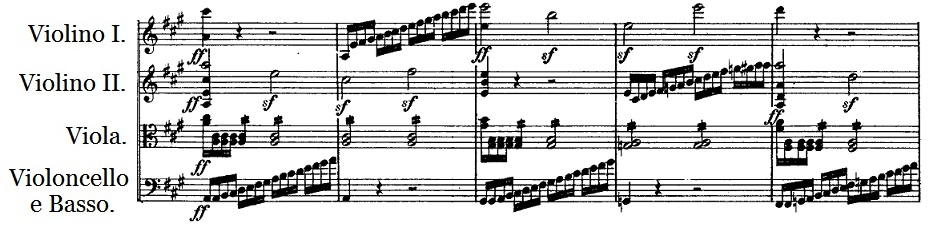
Introduzione del primo movimento

La parte iniziale del movimento, Poco sostenuto, richiama, con la sua introduzione lenta, le prime due sinfonie dello stesso Beethoven e anche le ultime di Haydn; il brano, insolitamente ampio, di grande respiro, presenta due temi, il primo contenuto e cadenzato, il secondo più garbato, legati da una scala di semicrome staccate che, costruita su una nota di Mi ripetuta costantemente, ne evidenzia il fondamento ritmico che diverrà la base di tutto il brano. Il ritmo a poco a poco muta e l'orchestra, con i legni e i violini alternati, giunge a un pianissimo, per condurre quindi alla seconda parte che è il cuore del movimento stesso; dopo questo gioco timbrico fra uno strumento e l'altro, quasi senza avvertire, con un ultimo passaggio, inizia in 6/8 il successivo Vivace in cui si delinea il tema principale.
Su questa linea melodica discendente degli oboi e su una tenue cantilena dei legni, il Vivace erompe con i flauti preceduto dal tema del primo movimento che man mano prende corpo coinvolgendo tutta l'orchestra con un'infinità varietà di colori e timbri. L'intervento ritmico è talmente presente che fa passare in secondo piano la differenza fra primo e secondo tema così come lo sviluppo degli stessi e la successiva ripresa.

### II Movimento: Allegretto.
In tempo ternario, il movimento è aperto da due accordi dolenti in La minore dei fiati che introducono subito a un aspetto nuovo e misterioso, staccandosi dalla vivacità del tempo precedente; è quasi un attimo di attesa e di tregua che allontana dalla pressante atmosfera ritmica precedente. Il primo tema, di grande linearità, è espresso inizialmente da viole, violoncelli e contrabbassi in un registro fra il medio e il grave, sempre in tonalità minore, ed è basato su una melodia di ventiquattro battute ripetute quattro volte, arricchita ogni volta da altri strumenti fino a giungere alla compagine orchestrale completa. La base ritmica, con una serie di accordi ripetuti, si riallaccia alla metrica classica della poesia greca: una semiminima e due crome che equivalgono a una lunga e due brevi, ovvero un dattilo, a cui fanno seguito due semiminime, ovvero uno spondeo.

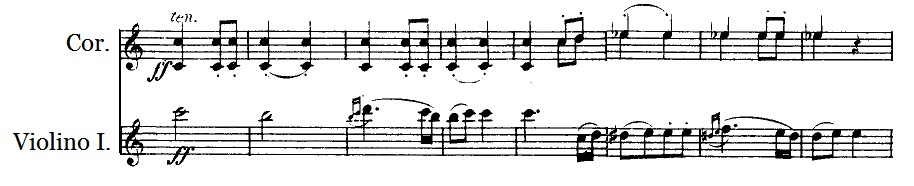
Parte dello sviluppo in fugato dell'Allegretto

Sulla presenza di questa base ritmica, ripetuta diverse volte, prende avvio una seconda melodia, in La maggiore, affidata ai legni, che si delinea inizialmente in modo sommesso poi, a poco a poco, diventa più intensamente cantabile; l'elemento ritmico e la linea melodica determinano tutto l'Allegretto. Dopo una modulazione in Do maggiore vi è un ritorno del motivo principale in La minore a cui segue lo sviluppo in uno straordinario fugato. La conclusione del brano riprende in modo abbreviato la melodia principale affidata, con un mirabile gioco timbrico, a strumenti diversi in pianissimo per giungere agli stessi due accordi accorati proposti in apertura, quasi fossero due virgolette poste all'inizio e alla fine del movimento per metterlo in grande risalto. Tutto il brano è legato da una costanza ritmica marcata di grande linearità, quasi in passo di marcia, basata su un unico modulo ritmico che predomina su qualsiasi altro aspetto musicale.

### III Movimento: Presto.
Il terzo movimento è costituito da uno Scherzo, in Fa maggiore, nel tempo 3/4, seguito da un Trio, Assai meno presto in Re maggiore. La prima parte è gaia e serena, con un ritmo leggero, fresco, dagli impeti improvvisi uniti da movimenti veloci; la seconda parte è molto più cantabile ed è caratterizzata da una nota La tenuta costantemente. Lo Scherzo viene riproposto per tre volte, interrotto due volte dal Trio. La melodia del Trio è probabilmente tratta da un tema di un canto popolare della Bassa Austria di contenuto religioso, riproposto ancora nella Coda finale.

### IV Movimento: Allegro con brio.
Secondo Wagner in questo movimento Beethoven «con una danza agreste ungherese invitò al ballo la natura. Chi mai potesse vederla danzare crederebbe di vedere materializzarsi di fronte ai suoi occhi un nuovo pianeta in un immenso movimento a vortice». E di un vera ricchezza di sonorità è pervaso non solo questo finale, ma tutta la sinfonia, a partire dal Vivace iniziale; in questo ultimo tempo, già dal primo tema in cui il compositore riprende la melodia di una canzone popolare irlandese, vengono riproposti gli aspetti travolgenti sottolineati da Wagner e già presenti. L'Allegro è il vero vertice della composizione in cui l'autore porta a compimento tutti gli aspetti esaltanti e "dionisiaci" della sinfonia.
I temi secondari, di cui uno volutamente d'effetto, vengono trascinati dal turbine ascendente del primo tema trionfale in sedicesimi introdotto dai fiati sullo scandire degli archi; sull'intreccio dei temi è costruito l'impetuoso Finale, una delle pagine più smaglianti create dal compositore.

## Organico
Rispetto alle sinfonie n. 5 e n. 6 l'organico orchestrale appare in forma ridotta, mancano infatti l'ottavino e i tromboni.
L'orchestra comprende: due flauti, due oboi, due clarinetti, due fagotti, due corni, due trombe, timpani, archi

## Discografia parziale
- Boston Symphony Orchestra, Erich Leinsdorf, RCA
- Wiener Staatsoper, Michael Gielen, Vedette VSC 4041
- Berliner Philharmoniker, Herbert von Karajan, Deutsche Grammophon SKL 106
- Orchestra sinfonica di Colonia, Günter Wand, Fonit Cetra LEC 48
- NBC Symphony Orchestra, Arturo Toscanini RCA Victor LM 1756
- Orchestra Sinfonica di Londra, Edouard van Remoortel, Vox Records19970
- Wiener Philharmoniker, Wilhelm Furtwängler, His Master's Voice, QUAL 115
- Berliner Philharmoniker, Claudio Abbado, 00289 477 5864
- Wiener Philharmoniker, Carlos Kleiber, CD ADD 0289 447 4002 8 GOR